# گولهوفن
گولهوفن (به آلمانی: Gollhofen) یک شهر در آلمان است که در نوی‌شتات واقع شده‌است. گولهوفن ۸۲۰ نفر جمعیت دارد.